# Aidomo Emakhu
Aidomo Emakhu, né le 26 octobre 2003 à Clondalkin, est un footballeur irlandais qui évolue au poste d'attaquant au Millwall FC.

## Biographie

### Carrière en club

#### Shamrock Rovers
Aidomo Emakhu fait ses débuts professionnel avec l'équipe première des Shamrock Rovers le 15 mai 2021, entrant en jeu contre Derry City en championnat d'Irlande,.
Le 5 août 2021, il a fait ses débuts sur la scène continentale, remplaçant Rory Gaffney dans les dernières minutes du match de qualification à la Ligue Europa Conference contre le Teuta Durrës. Emakhu marque le seul but du match dans le temps additionnel, offrant la victoire à son équipe lors de ce match aller contre le champion albanais,,,.
Cumulant 46 matchs avec le club de Dublin sur les saisons 2021 et 2022, il prend ainsi part aux sacres nationaux consécutifs des siens sur ces deux années,.
Emakhu fait ses débuts en Ligue des champions le 5 juillet 2022, entrant en jeu lors du match aller de qualification des Shamrock Rovers contre le Hibernians FC. Passeur décisif, son équipe s'impose 3-0 à domicile,.
Qualifié pour le tour suivant face aux champions bulgares du Ludogorets, Emakhu est buteur lors de la victoire 2-1 au match retour, la défaite à l'aller empêchant toutefois aux Irlandais d'avancer au tour suivant,.
Il s'illustre ensuite en qualification à la Ligue Europa, buteur chez les champions macédonien du KF Shkupi, lors du match retour remporté 2-1, il permet à son équipe d'accéder aux barrages, ultime étape avant la phase de groupe,.

#### Millwall FC
En décembre 2022, son transfert au club anglais du Millwall FC est annoncé pour le janvier suivant,. 
Initialement affecté à l'équipe des moins de 23 ans du club, il s'entraine cependant rapidement avec l'équipe première. Il fait ses débuts pour le club le 21 février 2023 lors d'un match nul 1-1 de Championship contre Burnley, alors leaders du championnat.

### Carrière en sélection
Emakhu est international irlandais avec les moins de 19 ans,,, faisant ses débuts le 11 octobre 2021, lors d'un match amical contre la Suède, se terminant sur un score de parité 1-1 dont il marque le seul but de la république d'Irlande,.

## Palmarès
Shamrock Rovers
- Championnat d'Irlande (2)
  - Champion en 2021 et 2022